# Gloria Lasso
Pour les articles homonymes, voir Lasso.
Rosa Vicenta Montserrat Coscolín Figueras dite Gloria Lasso, née le 28 octobre 1922 à Vilafranca del Penedès (Catalogne, Espagne) et morte le 4 décembre 2005 à Cuernavaca (Morelos, Mexique), est une chanteuse espagnole, française et mexicaine connue en Europe et en Amérique latine. Avec une carrière qui dura plus de 55 ans, l'artiste enregistra pas moins de 569 chansons et les ventes de ses disques dans le monde sont estimées à 80 millions d'albums.

## Biographie
Les premières années d'existence de la petite Rosa Vicenta Montserrat ne sont pas des plus heureuses. Dans ses écrits elle aura tendance à se créer une légende mais la réalité sera toute autre. C'est à l'âge de dix ans, en 1932 que toute la famille Coscolin quitte Vilafranca del Penedès pour s'installer à Ejea de los Caballeros, la ville natale du père. La famille vit principalement d'assistanat. Rosa, qui possède déjà un beau timbre de voix chante dans les rues pour subvenir aux besoins de sa famille. Puis c’est durant la guerre civile espagnole le départ vers Caspe où le père s'approprie un café et y fait chanter ses deux filles aînées. Elle y rencontre en 1938 un jeune sergent, féru de guitare et engagé dans les troupes franquistes, Guillermo Tejero Benito qu'elle épouse à l'âge de seize ans en 1938.
À la démobilisation de son époux, tous deux commenceront à se produire dans divers cabarets à Barcelone puis à Madrid sous le nom de « Gloria Lasso y su guitarista Guillermo ». Rosa devenue Gloria Lasso enregistrera ses dix premiers 78 tours de 1949 à 1952 à la Compañía del Gramófono Odeón à Barcelone. C'est dans la capitale ibérique que Rosa donnera naissance à leurs trois enfants. Ils resteront mariés jusqu'à la prononciation de leur divorce en 1982 en Espagne. En 1952, le couple ayant confié ses enfants aux grands-parents paternels, c'est à Paris qu'il va tenter sa chance. Engagé tout d'abord au cabaret « La Puerta Del Sol » c'est ensuite au « Dinarzade » que Maurice Tézé directeur artistique chez Pathé-Marconi remarque la chanteuse. En janvier 1954 elle signe son premier contrat, enregistre ses premières chansons en espagnol dont El Soldado De Levita, puis ce seront les premiers enregistrements en français et les premiers succès avec Comment Vas-Tu (Hola Qué Tal) et Le Pauvre Muletier, composé par Francis Lopez. Le 6 août 1954, le couple fait sa première apparition à la télévision française dans l'émission Télé-Paris.
Le succès de l'artiste met à mal leurs relations et le couple se sépare, son mari rejoint Madrid en récupérant les enfants qui se trouvaient chez les grands-parents paternels à Ceuta, enclave espagnole située à la frontière avec le Maroc.
La déferlante de la chanson Étranger au paradis en 1955, adaptée en français par Francis Blanche  va propulser la chanteuse au rang de vedette. Un million de disques seront vendus en à peine un mois ce qui fera d'elle la première millionnaire du disque en France. En 1957, c'est en vedette qu'elle se produit pour la seconde fois à l' Olympia (Paris) après 1955 où elle se produisit avec Charles Aznavour. À l'hiver 1957/1958, c'est après son compatriote Luis Mariano, qu'elle devient « L'étoile du cirque » au Cirque Pinder. L'arrivée de Dalida va mettre à mal sa carrière et sa notoriété sans parler de la vague yé yé qui se profile. La chanson Bambino lui était tout d'abord destinée mais Lucien Morisse et Eddie Barclay vont bloquer la chanson pour la faire enregistrer à Dalida qui avec son premier 45 tours a du mal à se faire un nom dans le milieu musical. Le succès tant attendu pour Dalida est là et Gloria Lasso continue néanmoins son parcours artistique en France. En mai 1956, elle récupère ses enfants à Madrid et ils se font naturaliser français en avril 1957. Elle épouse Albert, Dante, Antoine Pagliani, dit Claude Pagliani, son coiffeur, le 25 juillet 1958 à la mairie de Meudon (alors dans la Seine) après la prononciation de son divorce avec Guillermo Tejero par la justice française. Si ce divorce est légal pour la France il ne l'est pas pour l'Espagne où le divorce est interdit sous le régime dictatorial du général Francisco Franco. L'estimation du nombre de ses mariages, supposé être de neuf, est revue à la baisse à six, selon les propos mêmes de la principale intéressée en 2003 dans le journal France-Soiret sont ramenés à un seul mariage légal, preuve à l'appui, en 2022.
Elle dira elle-même dans l'émission radiophonique de France Culture Soyez-les bienvenus le 18 septembre 1959 qu'elle est devenue bigame.
Étant toujours Madame Tejero Coscolin en Espagne jusqu'au 20 avril 1982, date officielle de la prononciation du divorce, les six mariages, à la française avec Claude Pagliani en France en 1958, ou présumés au Mexique, en 1963 avec Jean Marcilly, en 1966 avec Ernesto Espinosa, en 1970 avec Daniel Kurry, en 1978 avec César Acosta et, enfin en 1980, avec Salvador Garcia n'ont aucune véritable légitimité surtout pour un mariage civil et religieux non dissous dans la très catholique Espagne. De fait Gloria Lasso n'aura été mariée qu'une seule et unique fois puisque après 1982, l'année de son divorce officiel et après 44 ans de mariage avec Guillermo Tejero et mis à part son « mariage » de 1988, avoué en 2003 en imposture publicitaire, aucune autre union supposée n'a été connue ni dévoilée par l'artiste.
En 1960, après 1955 elle se produit pour la seconde fois à Bobino et en 1962 c'est à l'ABC quelle chante pendant treize soirs en ayant quelque peu renouvelé son répertoire et en interprétant des chansons de Serge Gainsbourg et Gilbert Bécaud. La Chanson de Prévert et Et maintenant seront deux chansons qu'elle interprètera sur scène jusqu'à la fin de sa vie.

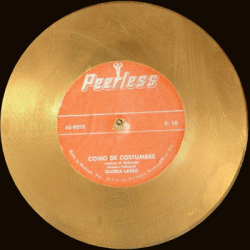
Disque d'or reçu par Gloria Lasso à Miami en 1968 pour sa reprise en espagnol de la chanson Comme d'habitude (My Way), sous le titre de Como de costumbre.

Au printemps 1963, endettée et poursuivie par le fisc français elle ne trouve comme solution que de s'enfuir au Mexique en laissant en France ses trois enfants tous mineurs au moment des faits. Dans ce pays où elle est connue depuis les années 1955, Pathé Marconi possède une filiale sous le label Musart et ses chansons sont diffusées régulièrement dans les radios sud-américaines. Son contrat ne finissant que fin 1964, Gloria Lasso n'a pas d'autre solution que d'intégrer cette maison de disque si elle veut honorer ce contrat chez Pathé Marconi et ne pas aggraver sa situation financière et musicale.
Le succès sera au rendez-vous dans son pays de repli. Des reprises de chansons comme Capri c'est fini ou la version espagnole de Comme d'habitude (Como de costumbre) qui lui vaudra de recevoir un disque d'or à Miami, assiéront sa notoriété mais peu de compositeurs lui écriront des chansons sur mesure comme ce fut le cas en France. Au Mexique la vague populaire durera à peu près le même temps qu'en France. En 1970 elle est contactée par Eddie Barclay qui, dépité du départ de Dalida de sa maison de disques, ne trouve rien de mieux que de faire appel à celle dont il était en partie responsable du déclin en France quelques années auparavant. Gloria Lasso accepte sa proposition, enregistre pas moins de dix chansons mais Barclay ne sort qu'un simple 45 tours composé de deux chansons qui sortira en 1971. Gloria Lasso retourne au Mexique. Fin 1972, elle revient en France tenter une nouvelle fois sa chance. Un album, À Force d'Espérer, sort en 1973 et après un bon accueil du public et quelques télévisions plus tard elle repart dans son pays d'exil à nouveau déçue.
Il faudra l'insistance de Pascal Sevran en 1984, fan de la première heure, pour que le 6 janvier 1985 elle débarque à l'aéroport de Paris-Charles-de-Gaulle. Une émission lui est entièrement consacrée sur FR3 et elle passe une semaine en vedette dans son émission Laissez passer la chanson, où elle retrouve celle qui fut sa rivale, Dalida. À compter de ce moment-là Gloria Lasso fera d'incessants allers-retours entre la France et le Mexique. Sa troisième tentative de retour en France se soldera par quelques succès mais aussi quelques échecs car la vedette est en mal de notoriété et à compter de cette année 1985 mettra plus l'accent sur ses Maris et les autres, l'un de ses livres dit autobiographiques, qu'autre chose. Ce sera principalement sa marque de fabrique dans les médias pendant les deux dernières décennies de sa vie, mettant au second plan sa carrière artistique.

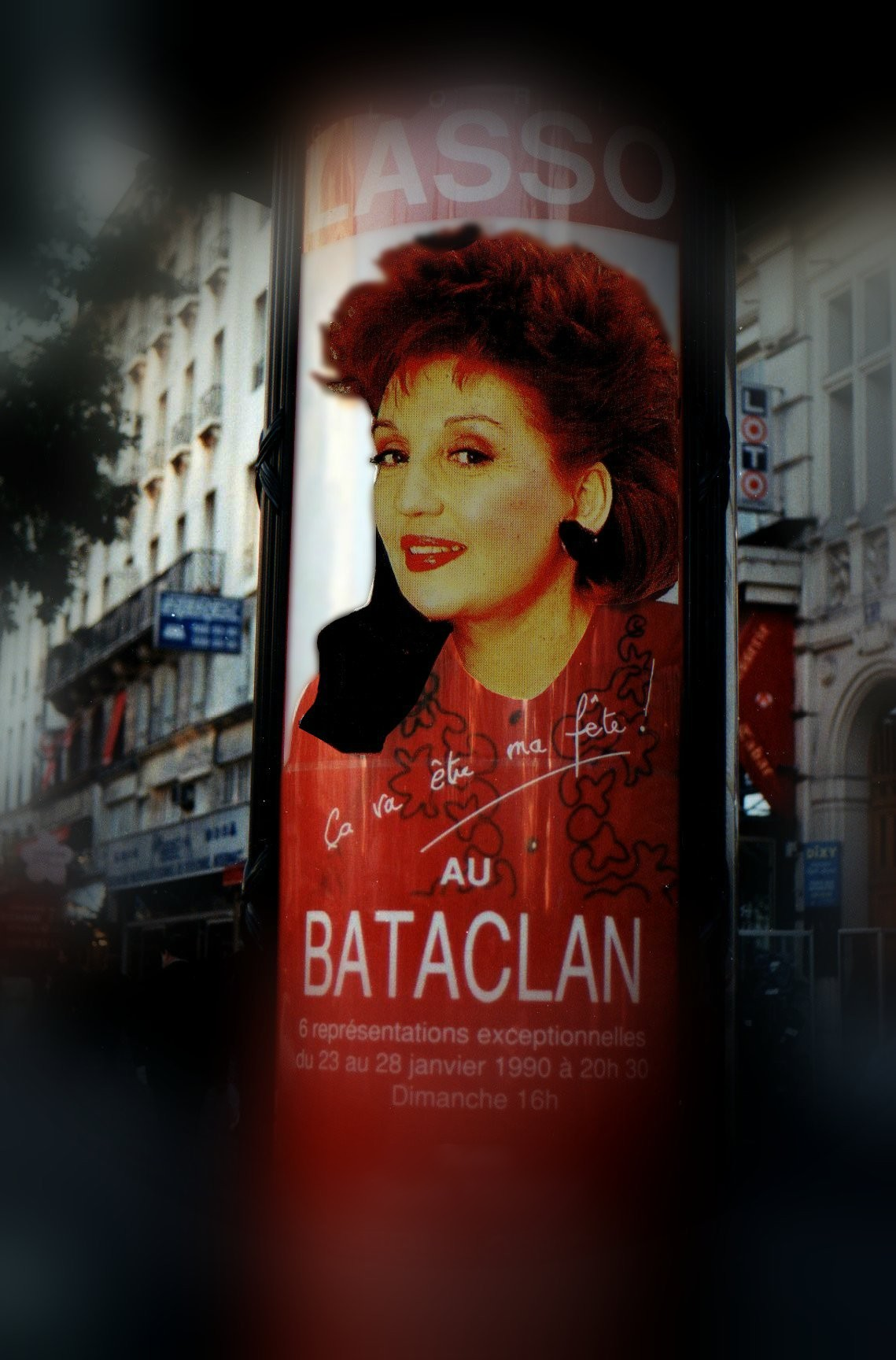
Affiche de Gloria Lasso au Bataclan de Paris en 1990.

En cette année 1985 au Mexique les belles années ne sont qu'un lointain souvenir et en France Dalida tient encore le haut du pavé ; d'autres modes musicales suscitent plus l'intérêt qu'une ancienne gloire du passé et, pour Gloria Lasso, ce sera plus le grand battage au cirque médiatique avec l'éternel numéro de ses Maris et les autres qu'autre chose. Faute de mieux au Mexique elle passera le plus clair de son temps en France à s'essayer à reprendre une place définitivement perdue. En 1986, elle adapte le succès des Rita Mitsouko Marcia Baïla en espagnol. Ce sera un des rares succès d'estime. Le 18 avril 1988, à Paris, elle épouse publicitairement le petit ami de son agent du moment. Certains journaux dits people mais plus à scandales s'en font des gorges chaudes.

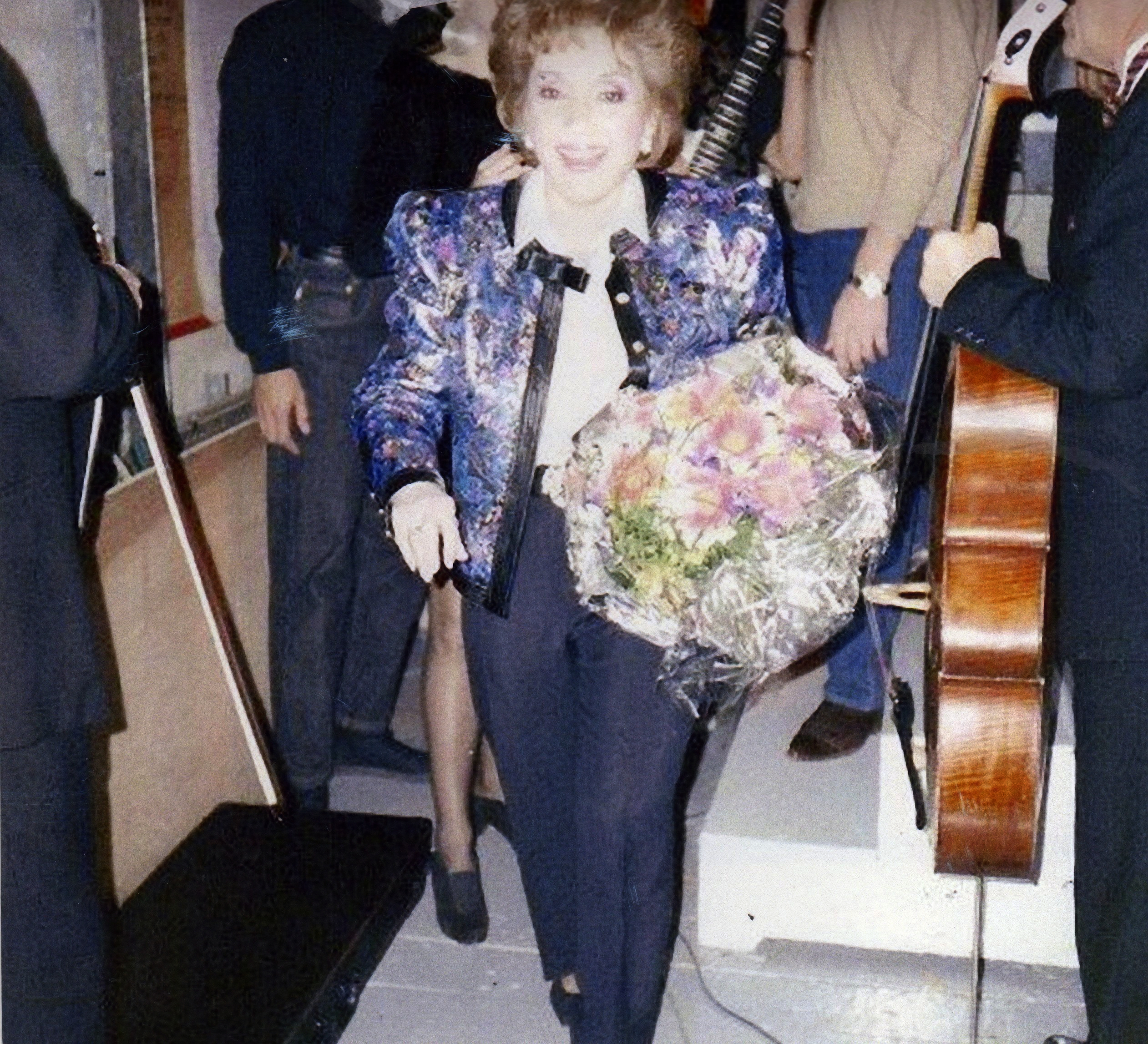
Gloria Lasso, sortie de scène à Paris, en 1990.

Toujours en 1988, métamorphosée, elle pose dans le magazine Lui. Pour reprendre les termes journalistiques publiés dans Universal Music France, « à 65 ans passés, elle surprend quelque peu dévêtue en posant nue (en réalité, légèrement court-vêtue en exhibant un sein) ce qui peut apparaître, selon l'humeur, comme un joli défi au poids des ans ou comme un moyen pathétique de faire parler d'elle ».
Faute de véritables succès commerciaux, Gloria Lasso court le cachet, fait quelques aller-retours entre la France et le Mexique, des galas et des télévisons où elle vient plus parler de ses maris et des autres que de son actualité musicale qui est quasiment inexistante. Du 24 au 28 janvier 1990 c'est au Bataclan de Paris qu'elle se produit. Ce sera son dernier spectacle donné dans une grande salle parisienne. Elle enregistre en Espagne en 1991 un nouvel album mais qui en fait n'est composé principalement que d'anciennes reprises réorchestrées de ses vieux succès. En France il en sera de même jusqu'à faire une version « dance » de Étranger au paradis en 1998. En 2001, au Mexique, elle reçoit l'équipe de l'émission de télévision française Sagas et est filmée dans une magnifique maison censée être la sienne comme avec un nouveau futur mari à son bras. L'illusion est presque parfaite, mais l'artiste est loin d'avoir une telle maison avec piscine, ses moyens dans la réalité sont beaucoup plus modestes.

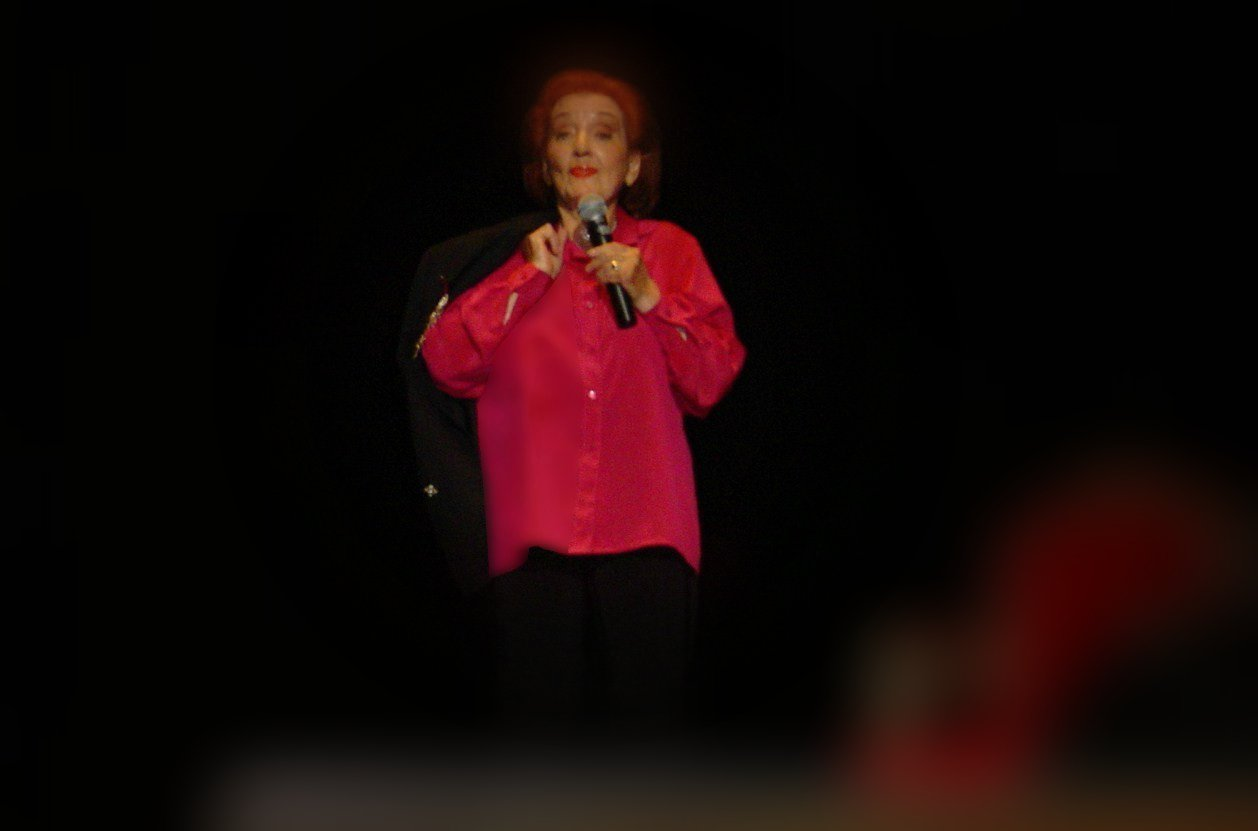
Gloria Lasso en avril 2003 sur la scène du casino de Contrexéville.

En 2003 faute de mieux elle pose dans un roman-photo dans Nous deux, fait quelques galas et quelques émissions de télévision, histoire de toujours parler de ses maris... Elle entre en studio chez Egt (Éditions Gérard Tempesti) pour enregistrer ce qui sera son dernier album qui doit être composé d'adaptations gypsies de quelques succès passés ce qui reste toujours la même recette employée vu les propositions inexistantes d'auteurs-compositeurs. Cet album restera inachevé mais sortira néanmoins en septembre 2005, quelques semaines avant sa mort, et il y sera inclus d'anciens enregistrements faits dans cette même maison de disque.

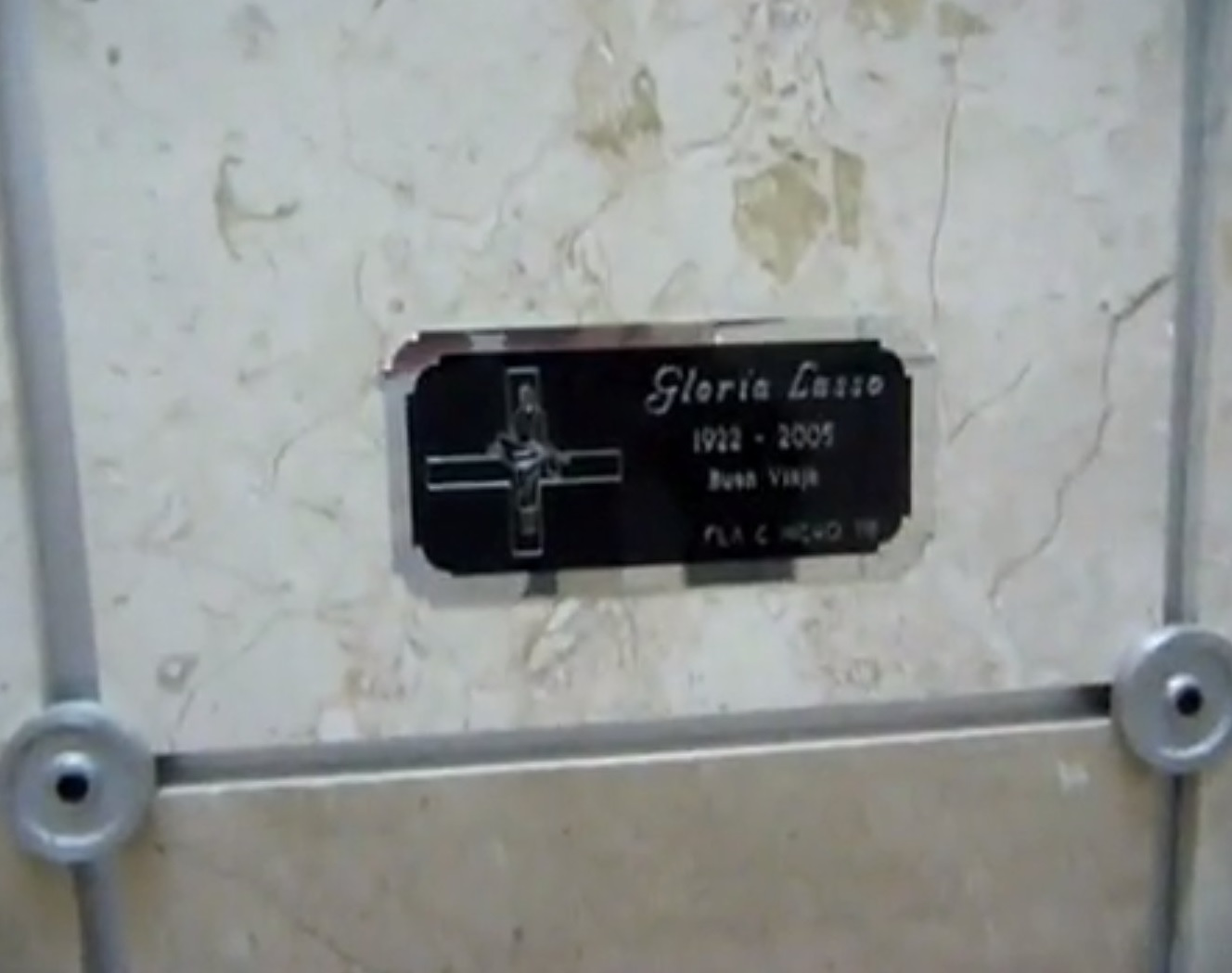
Lieu où reposent ses cendres. Crypte de la cathédrale de Cuernavaca (Morelos) Mexique.

Elle repart pour le Mexique fin 2003 et doit revenir terminer cet album. Sa santé commence à décliner et elle  remet toujours son retour en France à plus tard. En novembre 2005 elle projette de donner un concert  franco-espagnol dans sa ville de Cuernavaca afin de célébrer le cinquantième anniversaire de son accession au vedettariat en France. Quelques jours auparavant, elle est victime d'une chute. Elle donne néanmoins son concert, assise sur scène dans un fauteuil bien trop grand pour elle et n'interprète debout que deux chansons, Luna de Miel et Et Maintenant. Mais ses jours sont comptés et trois semaines plus tard, le 4 décembre 2005, c'est bien seule, et loin des projecteurs, qu'elle succombe d'un infarctus à 15 h 30 dans la petite maison, encore en travaux, qu'elle venait d'aménager loin du centre animé de Cuernavaca. Elle sera incinérée selon ses dernières volontés, le lendemain, 5 décembre et ses cendres sont déposées dans la crypte de la cathédrale de Cuernavaca. Une simple plaque indique « Gloria Lasso 1922-2005 », avec l'inscription « Buen Viaje » (« Bon voyage »), titre de l'un de ses grands succès. Son patronyme a été oublié comme si l'on voulait effacer ce qu'avait été réellement Rosa Vicenta Montserrat Coscolin Figueras.
Le revival kitsch de ces dernières années l'avait remise au goût du jour en faisant une icône gay.
En juin 2022, pour célébrer le centenaire de sa naissance, le film documentaire Gloria Lasso Sa Vie est réalisé en version française et en version espagnole sous le titre Gloria Lasso Su Vida Ce film retrace son véritable parcours professionnel et sa vie réelle en y amenant des preuves indéniables.
« À Gloria Lasso. Voilà le nom qu'elle mérite car il commence par un chant de victoire et s'achève par une arme faite pour prendre de loin hommes et bêtes. Le lasso d'une voix et la gloire qui en résulte, c'est de la sorte que je me représente notre célèbre chanteuse » avait écrit Jean Cocteau en 1959.

## Discographie (Espagne -France)

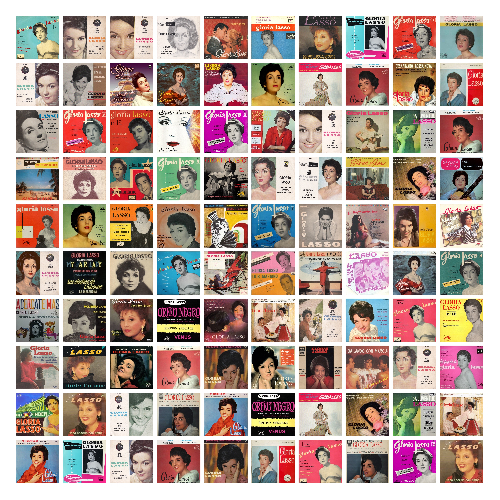
Gloria Lasso, 100 disques, 100 chansons.

Les 100 premiers titres enregistrés par l'artiste de ses débuts en Espagne en 1949 à 1958 en France sous les labels Odéon (Compañia del Gramófono Odeón) pour l'Espagne et Pathé Marconi (La Voix de son maître) pour la France.
L'artiste enregistra pas moins de 584 chansons sous différents labels. Ses débuts en Espagne se feront chez « Odeon » de 1949 à 1952, puis « La voix de son maître » pour « Pathé-Marconi » en France de 1954 à 1964, tout en enregistrant pour la maison de disques roumaine « Electrecord » avant son départ précipité pour le Mexique au printemps 1963. Au Mexique, ce seront successivement des enregistrements chez « Musart » jusqu'en 1968. Elle intègre cette année-là « Peerless », puis un petit passage chez « Barclay » en France en 1970 lors de son premier retour dans ce pays pour ensuite retrouver les éditions musicales mexicaines chez « Capitol », puis « Raff » jusqu'en 1973, année où elle revient à nouveau en France et enregistre chez « RCA ». Puis retour au Mexique où elle intègre « Gas » jusqu'en 1979. À compter de cette année 1979, Gloria Lasso n'enregistrera plus aucune chanson au Mexique car sa carrière dans ce pays est loin d'être à l'apogée des années 1960 et ce sera en France à partir de son 3e retour en 1985 qu'elle rentrera en studio successivement chez « Ortolan Carrère », « Atoll Polygram », « Just'In », « Tilt & Partners, « Y. Chateigner » et enfin en 2003 chez « Egt », où elle fera ses ultimes enregistrements et l'album inachevé sortira quelques semaines avant sa mort. Une parenthèse sera faite en Espagne en 1991 chez « Perfil » mais uniquement pour enregistrer principalement des reprises de ses anciens succès dans de nouvelles orchestrations. En France, il en sera de même à compter de 1985, et le succès d'antan ne sera pas au rendez-vous et seule la reprise en espagnol de Marcia Baïla aura un succès d'estime.
Roman-photo
- 2003 : « Hier comme aujourd'hui » – Nous Deux no 2939[23]